# Beto Vázquez Infinity
Beto Vázquez Infinity – argentyński zespół heavymetalowy, założony w Buenos Aires, w 2001 roku.

## Członkowie
- Jessica Lehto - śpiew
- Victor Rivarola - śpiew
- Karina Varela - śpiew
- Carlos Ferrari - gitara
- Lucas Pereyra - gitara, programowanie
- Beto Vazquez - gitara, gitara basowa, programowanie
- Norberto Roman - perkusja

## Dyskografia

### Albumy studyjne
- Beto Vázquez Infinity (2001)
- Flying Towards the New Horizon (2006)
- Darkmind (2008)
- Existence (2010)
- Beyond Space Without Limits (2012)

### EPki
- Battle of Valmourt (Promo) (2001)
- Wizard (2001)